# Squalidus homozonus
 Squalidus homozonus és una espècie de peix cipriniforme de la família dels ciprínids.

## Morfologia
Es troba al Japó.